# UFA (azienda)

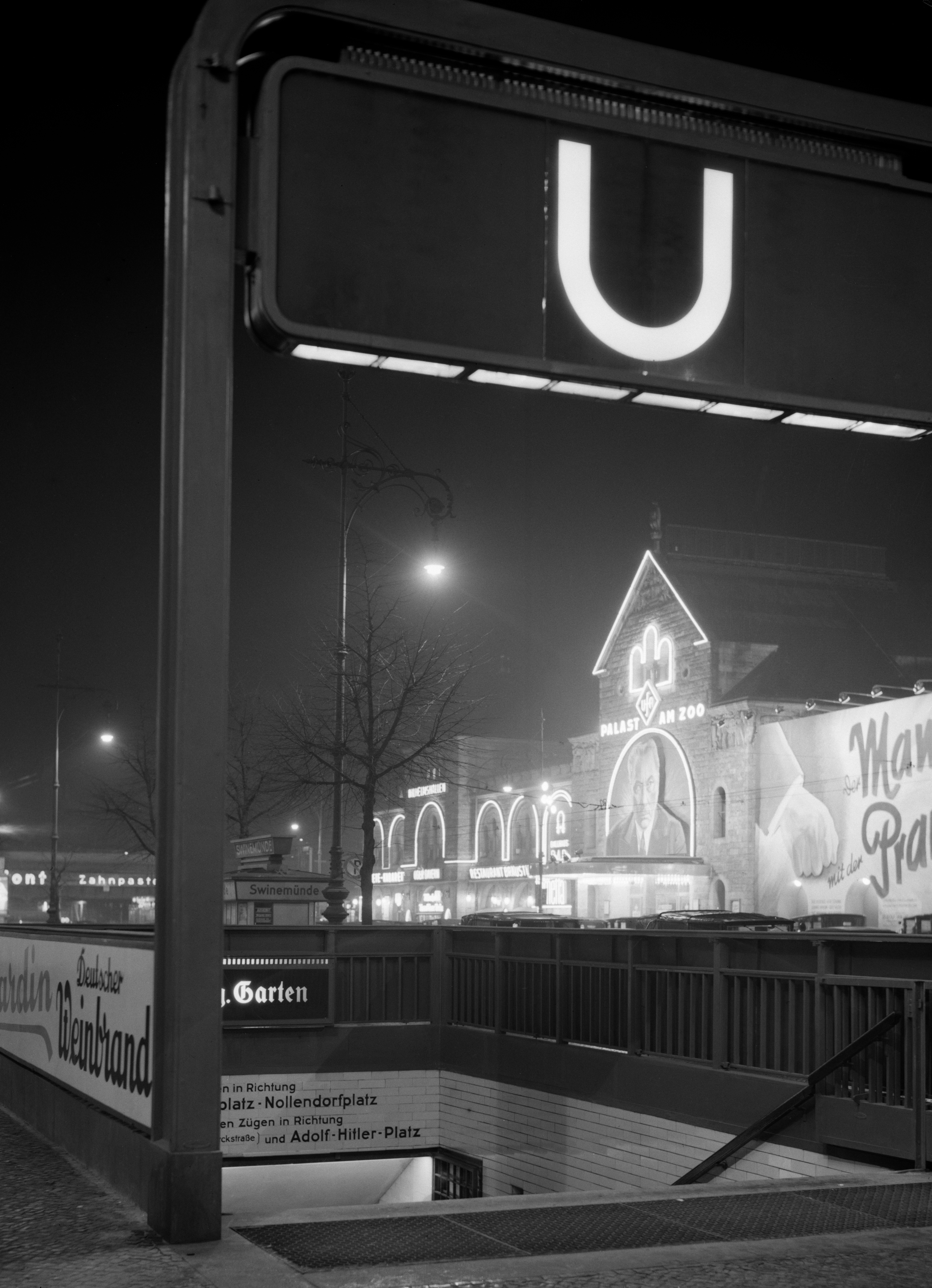
Un tipico "UFA-Palast" a Berlino, 1935. Gli UFA-Palast erano le sale di proiezione dei film. (Foto di Willem van de Poll)

La UFA (acronimo di Universum Film AG) è una società di produzione e distribuzione cinematografica tedesca fondata nel 1917 e attiva fino al 1945. Fu la principale azienda cinematografica tedesca che, durante gli anni venti, nel tentativo di togliere all'industria hollywoodiana l'egemonia sul mercato internazionale, produsse numerosi film che contribuirono all'evoluzione e all'innovazione del cinematografo.

## Storia
Il 13 gennaio 1917 venne costituito da parte della Oberste Heeresleitung (l'alto comando delle forze armate tedesche durante la prima guerra mondiale) un ente che aveva lo scopo di creare e diffondere filmati propagandistici. Nell'ambito della "guerra psicologica" era infatti percepito da parte dei comandi tedeschi uno svantaggio nei confronti dei più aggiornati sistemi usati dal nemico. L'ufficio fu chiamato Bufa acronimo di Bild- und Filmamt (ente per le immagini e i filmati).
I programmi dell'alto comando, e in particolare di Erich Ludendorff, andavano però oltre l'istituzione della Bufa: Ludendorff si proponeva la creazione di una grande società di produzione cinematografica controllata dallo stato e al servizio dell'interesse nazionale. Queste furono le premesse che portarono alla creazione, il 18 dicembre 1917, a Berlino, della Universum-Film AG (UFA), nata dalla fusione di diverse società private.
Il capitale dell'azienda, al quale parteciparono il governo, il ministero della guerra e la Deutsche Bank, ammontava a 7 milioni di Reichsmark. Il periodo d'oro corrispose agli anni '20 e anni '30, durante i quali vennero realizzati degli autentici capolavori, tra cui vanno segnalati I nibelunghi di Fritz Lang, L'ultima risata di Friedrich Wilhelm Murnau, Metropolis di Fritz Lang e L'angelo azzurro di Josef von Sternberg.
Durante il regime nazista venne attuata una riorganizzazione aziendale che pose fine alla distribuzione di film sovietici che all'epoca godevano di largo pubblico e venne ostacolata e poi impedita del tutto la produzione di opere non conformi all'ideologia nazionalistica, salvo rare eccezioni come il caso dell'angelo azzurro di Josef von Sternberg; sostanzialmente vennero prodotti film leggeri o storico-nazionalisti che introdussero elementi propagandistici sempre più espliciti per adeguarsi al regime hitleriano. Nel 1943 venne prodotto il primo film a colori, Il barone di Münchhausen. Con la caduta di Berlino nel 1945, i Sovietici occuparono anche i teatri di posa di Babelsberg dove, l'anno seguente, fu istituita la DEFA.

## UFA Fiction
UFA Fiction GmbH è una società fondata nell'agosto 2013 per produzioni cinematografiche e televisive da UFA e ha sede nel distretto di Babelsberg di Potsdam. La società è stata creata dalla fusione delle filiali UFA teamWorx, Phoenix Film e UFA Fernsehproduktion come parte di una ristrutturazione di UFA e l'obiettivo strategico di raggruppare tutte le società sotto un unico marchio in futuro.
Con UFA Fiction, tutte le attività di produzione di UFA nelle aree di serie e serie, film TV, eventi e film cinematografici sono raggruppate in un'unica società.